# Warren Aspinall
Warren Aspinall (* 13. September 1967 in Wigan) ist ein ehemaliger englischer Fußballspieler. Der offensive Mittelfeldspieler, der auch in vorderster Linie im Angriff eingesetzt werden konnte, galt als eines der größten englischen Talente zur Mitte der 1980er-Jahre, konnte sich aber weder beim FC Everton noch bei Aston Villa dauerhaft durchsetzen und verbrachte den Großteil seiner Karriere in den 1990ern zumeist in der dritten und vierten Liga.

## Sportlicher Werdegang

### Die ersten Jahre (1985–1988)
Aspinall begann seine fußballerische Laufbahn beim englischen Drittligisten Wigan Athletic, bei dem er als 17-Jähriger in der Saison 1984/85 zu ersten Einsätzen kam. Neben zehn Auftritten in der Third Division wurde er am 1. Juni 1985 auch im Finale der Football League Trophy gegen den FC Brentford in der 65. Minute beim Stand von 3:1 eingewechselt, den er mit seinen Mannschaftskameraden bis zum Ende verteidigte. Als er sich in der anschließenden Saison mit 21 Meisterschaftstoren zum Torjäger entwickelte, weckte dies das Interesse höherklassigerer Klubs und so entschied er sich noch vor Ablauf der Spielzeit 1985/86 im Februar 1986 für einen Wechsel zum amtierenden Meister FC Everton. Die Ablösesumme betrug 150.000 britische Pfund. Bevor er bei den „Toffees“ jedoch am 5. Mai 1986 gegen West Ham United (3:1) zu seinem ersten Kurzeinsatz in der höchsten englischen Spielklasse kam, hatte ihn sein neuer Klub an Wigan noch einmal zurück verliehen.
Der sportliche Durchbruch blieb für Aspinall in Everton während der anschließenden Saison 1986/87 aus. Seinem Debüt folgten nur sechs weitere Ligaauftritte per Einwechslung, die auf dem Weg zum Meistertitel für eine offizielle Medaille nicht ausreichten. Als im Februar 1987 das abstiegsbedrohte Aston Villa ein Transferangebot machte, ließ ihn der FC Everton schließlich für 300.000 Pfund nach Birmingham ziehen. Dabei war mitentscheidend, dass Aspinall zwar als talentiert galt, aber früh auch für Außenstehende Schwierigkeiten außerhalb des Platzes erkennbar waren, die sich vor allem in Alkohol- und Spielsuchtproblemen äußerten.
Bei Aston Villa erhielt er umgehend die gewünschte Spielpraxis und gegen den FC Liverpool (2:2) stand er erstmals im Rahmen eines Erstligaspiels in der Startelf. Wenngleich ihm in den letzten vier Saisonpartien drei Tore gelangen, konnte er aber den sich abzeichnenden Abstieg in die Zweitklassigkeit auch nicht mehr verhindern. Nach nur einem Jahr gelang der umgehende Wiederaufstieg und Aspinall war mit elf Ligatoren gemeinsam mit Mittelstürmer Garry Thompson bester Torschütze seines Klubs. Dass er den „Villans“ nicht in die First Division begleitete, lag daran, dass Aspinall im August 1988 zum FC Portsmouth wechselte, der wiederum aus dem „Oberhaus“ soeben abgestiegen war.

### FC Portsmouth (1988–1993)
Sowohl im offensiven Mittelfeld als auch im Sturm eingesetzt hatte Aspinall bei „Pompey“ keine Eingewöhnungsschwierigkeiten und er schoss in der Saison 1988/89, die dem Klub nur den enttäuschenden 20. Platz einbrachte, elf Ligatore – hinter Micky Quinn die zweitmeisten Treffer. Es folgte ein schwerer Rückschlag, als sich Aspinall in der anschließenden Spielzeit 1989/90 früh verletzte und nach dem Saisonauftakt gegen den FC Watford nur noch zu zwei Einwechslungen kam.
In den folgenden drei Jahren bis zum Sommer 1993 fiel Aspinall immer mehr in die Rolle des Ergänzungsspielers zurück und fand mit insgesamt zehn Ligatoren in dieser Zeit nur noch selten zu seiner alten Treffsicherheit. Einer der wenigen Achtungserfolge war in der Saison 1991/92 das Erreichen des Halbfinals im FA Cup, in dem Aspinall mit dem FC Portsmouth nur knapp nach Wiederholungsspiel und Elfmeterschießen dem FC Liverpool unterlag.

### In den unteren Profiligen (1994–2001)
Zum Jahreswechsel 1993/94 wechselte Aspinall zum Drittligisten AFC Bournemouth, nachdem er dort bereits zwischen Ende August und Mitte Oktober 1993 auf Leihbasis gespielt und im direkten Anschluss für den Ligakonkurrenten Swansea City ausgeholfen hatte. In Bournemouth kam Aspinall zunächst im Mittelfeld zum Einsatz und wechselte dann auf die Stürmerposition; dabei gelangen ihm bei 14 Auftritten vier Tore. Nach der Ankunft von Steve Jones und Steve Robinson verlor er seinen Stammplatz und so zog erneut leihweise weiter, nun zum Viertligisten Carlisle United. Die Klubs aus Bournemouth und Carlisle einigten sich schließlich auf einen ablösefreien Wechsel und Aspinall fand sich beim neuen Klub auf der bevorzugten Position im offensiven Mittelfeld wieder. Dabei spielte er sich besonders bei Auswärtsspielen mit guten Leistungen in die Rolle eines Publikumslieblings, wenngleich sein Spitzname angesichts der nicht mehr ganz so schlanken Statur neuerdings „Sumo“ lautete. In der Saison 1996/97 bestätigte er die guten Darbietungen noch einmal, wurde zum Schlüsselspieler in der Aufstiegself von Carlisle United und anschließend in die Viertligamannschaft der abgelaufenen Spielzeit gewählt. Dazu gewann er 1997 ein zweites Mal die Football League Trophy und im Finale gegen Colchester United verwandelte er einen der Strafstöße im Verlauf des Elfmeterschießens.
Trotz dieser Erfolge verließ Aspniall Ende November 1997 der Klub in Richtung des Drittligakonkurrenten FC Brentford und im Londoner Westen bildete er mit Charlie Oatway und Glenn Cockerill das Mittelfeld. Dazu vertrat er Jamie Bates als Mannschaftskapitän in dessen Abwesenheitszeiten, musste aber zum Schluss den Abstieg in die Viertklassigkeit hinnehmen. Auch in den ersten 22 Begegnungen der Saison 1998/99 stand er in der Mannschaft des FC Brentford, die später die Viertligameisterschaft gewann. Als er zwischenzeitlich aber durch Gavin Mahon ersetzt wurde, war er im Februar 1999 zu Colchester United gewechselt und gleichzeitig in die dritte Liga zurückgekehrt. In dem Team von Trainer Mick Wadsworth sorgte er als erfahrener Spieler für eine gewisse Stabilität im Abstiegskampf und eroberte mit seiner kämpferischen Spielweise und flexiblen Einsetzbarkeit schnell die Herzen der Anhänger. Nach dem plötzlichen Weggang von Wadsworth verließ auch der mittlerweile zum Kapitän beförderte Aspinall den Klub und heuerte im Austausch für Andy Arnott im September 1999 beim Viertligisten Brighton & Hove Albion an.
Das ursprünglich auf Leihbasis angelegte Beschäftigungsverhältnis wurde dort bereits im November dauerhaft fixiert. In der Mannschaft des neuen Brighton-Trainers Micky Adams übernahm er dazu sofort Verantwortung und schoss beim 1:0-Sieg gegen den Ex-Klub aus Carlisle das erste Tor für seinen neuen Klub. Im weiteren Verlauf rückte er jedoch ins zweite Glied zurück, wurde häufiger nur noch eingewechselt und erhielt im Sommer 2000 die Freigabe für einen Wechsel. Da sich aber kein adäquater Nachfolgeklub fand, blieb Aspinall auch in der Saison 2000/01 bei den „Seagulls“, wenngleich nur noch auf jeweils monatlicher Vertragsbasis. Es blieb jedoch nur bei einem Ligakurzeinsatz im August 2000 gegen den AFC Rochdale (2:1). Dazu kamen massive Probleme in Form einer MRSA-Infektion, die nach einer Knöcheloperation auftrat. Auf Anraten seines Arztes verkündete Aspinall im November 2000 daraufhin sein Karriereende.

## Nach der aktiven Karriere
Nach dem Ende seiner Laufbahn verstärkten sich bei Aspinall die schon zuvor ausgeprägten Probleme mit dem Alkohol und seiner Spielleidenschaft. Nach eigenen Angaben verlor er durch seine Spielsucht ungefähr eine Million Pfund, die er während seiner Spielerlaufbahn verdient hatte. Dazu kamen Depressionen, die nach seinem 40. Geburtstag zu einem Selbstmordversuch führten. Dieser wurde in letzter Minute durch aufmerksame Familienmitglieder vereitelt, wonach sich Aspinall in die Obhut der von Tony Adams gegründeten Entzugsklinik Sporting Chance begab und sich dazu der Selbsthilfeorganisation Samaritans anschloss, die sich um suizidgefährdete Personen kümmert. Der Fußballbranche blieb Aspinall nur noch auf Teilzeitbasis erhalten; beispielsweise nahm er einige Scoutingtätigkeiten für Port Vale wahr. Dazu schuf er sich ein neues berufliches Standbein bei Sainsbury’s und begann als Staplerfahrer in einem Vertriebszentrum in Basingstoke.

## Titel/Auszeichnungen
- Football League Trophy (2): 1985, 1997